# Hjardemål Kirke
Hjardemål Kirke ligger i Nordvestjylland i Thisted Kommune, tidligere Hanstholm Kommune.

## Eksterne kilder og henvisninger
- Den Store Danske – Hjardemål Kirke
- Hjardemål Kirke hos KortTilKirken.dk
- Hjardemål Kirke i bogværket Danmarks Kirker (udg. af Nationalmuseet)